# 烏貝拉巴湖
17°30′19″S 57°47′58″W / 17.50528°S 57.79944°W

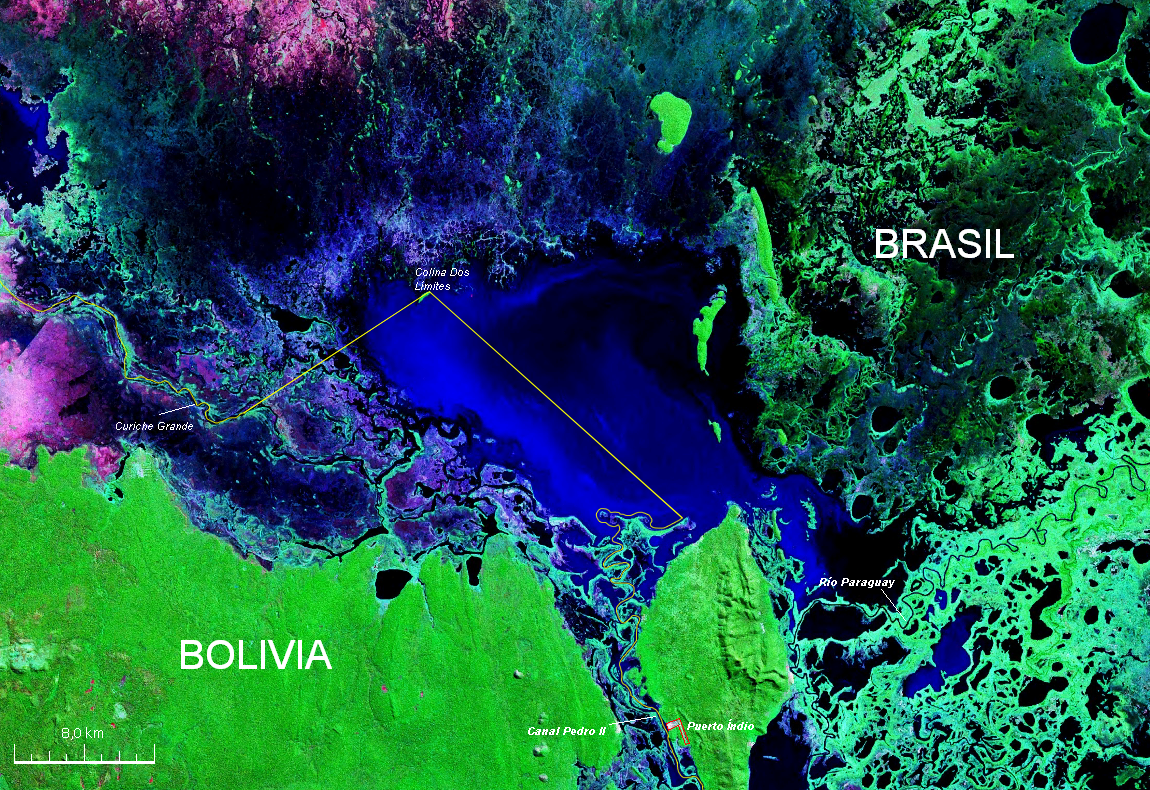

烏貝拉巴湖是南美洲的湖泊，位於潘塔納爾濕地，由玻利維亞聖克魯斯省和巴西馬托格羅索州負責管轄，長22公里、寬20公里，面積400平公里，海拔高度190米。